# Миллер-Хайдке, Кейт
Кейт Миллер-Хайдке (англ. Kate Miller-Heidke; род. 16 ноября 1981) – австралийская певица, автор песен и актриса. Она представила Австралию на песенном конкурсе «Евровидение 2019» в Тель-Авиве, Израиль. Кейт выступала в первом полуфинале и заняла там 1 место, набрав 261 балл, однако в финале она заняла 9 место, набрав 284 балла.

## Биография
Миллер-Хайдке окончила школу англиканских девочек Сент-Эйдана в 1998 году. Изначально училась в колледже Бриджидайн в Индуоропилли, затем перешла в университет, получив степень бакалавра музыки в области классического вокала в консерватории Квинсленда в Университете Гриффита на полную стипендию, а затем степень магистра музыки в Университете Квинсленда. Как оперный развивающийся артист Квинсленда, Миллер-Хайдке выступала в качестве дублёра во многих постановках.